# Менюто
„Менюто“ (на английски: The Menu) е предстояща американска черна комедия на ужасите от 2022 г. на режисьора Марк Майлъд, по сценарий на Сет Райс и Уил Трейси, и участват Ралф Файнс, Аня Тейлър-Джой, Никълъс Холт, Хонг Чау, Джанет МакТриър, Джудит Лайт и Джон Легуизамо.
Премиерата на филма ще се състои на филмовия фестивал в Торонто през септември 2022 г., официално ще е пуснат на 18 ноември 2022 г. от „Сърчлайт Пикчърс“.